# Germain Moüette
Germain Moüette (Bonnelles, 1651 – Bonnelles, c. 1691) fue un escritor francés conocido por su obra autobiográfica “Relation de la captivité du Sr. Mouette dans les royaumes de Fez et de Maroc, où il a demeuré pendant onze ans” (“Relación del cautiverio del Sr. Mouette en los reinos de Fez y de Marruecos, donde residió durante once años”), publicado en 1683. En este libro, relata su cautiverio en Marruecos tras haber sido capturado por los corsarios de Salé.

## Biografía
Habiendo partido para las Indias Occidentales en septiembre de 1670, Germain Moüette fue capturado por los piratas de Salé, donde fue vendido como esclavo. En esa condición tiene varios amos, para los cuales ejerce diversos oficios. Con uno de ellos, el doctor Bougiman, aprende árabe y castellano.
Tras pasar dos años en Salé, marcha a Fez, donde permanecerá dos o tres años. Vive después seis o siete años en Mequinez, donde trabaja en las grandes obras de construcción ordenadas por el sultán alauita Mulay Ismaíl. Es en Mequinez donde es rescatado por los religiosos mercedarios. De regreso a París, pasó por Tetuán, Málaga, Marsella, Tolón y Lyon.
El relato de sus aventuras, que publica en 1683, es una fuente preciosa de información de primera mano para los historiadores, ya sea para la vida de los esclavos cristianos capturados por los berberiscos; ya sea por la vida cotidiana en Marruecos en aquella época, sobre la cual el doctor Bougiman le informa sobre todo lo que pregunta. El libro de Moüette incluye también un glosario de aproximadamente 900 palabras y expresiones.